# Lasioides peruanus
Lasioides peruanus är en tvåvingeart som beskrevs av Gil Collado 1928. Lasioides peruanus ingår i släktet Lasioides och familjen kulflugor.
Artens utbredningsområde är Peru. Inga underarter finns listade i Catalogue of Life.